# Tenango (bordado)

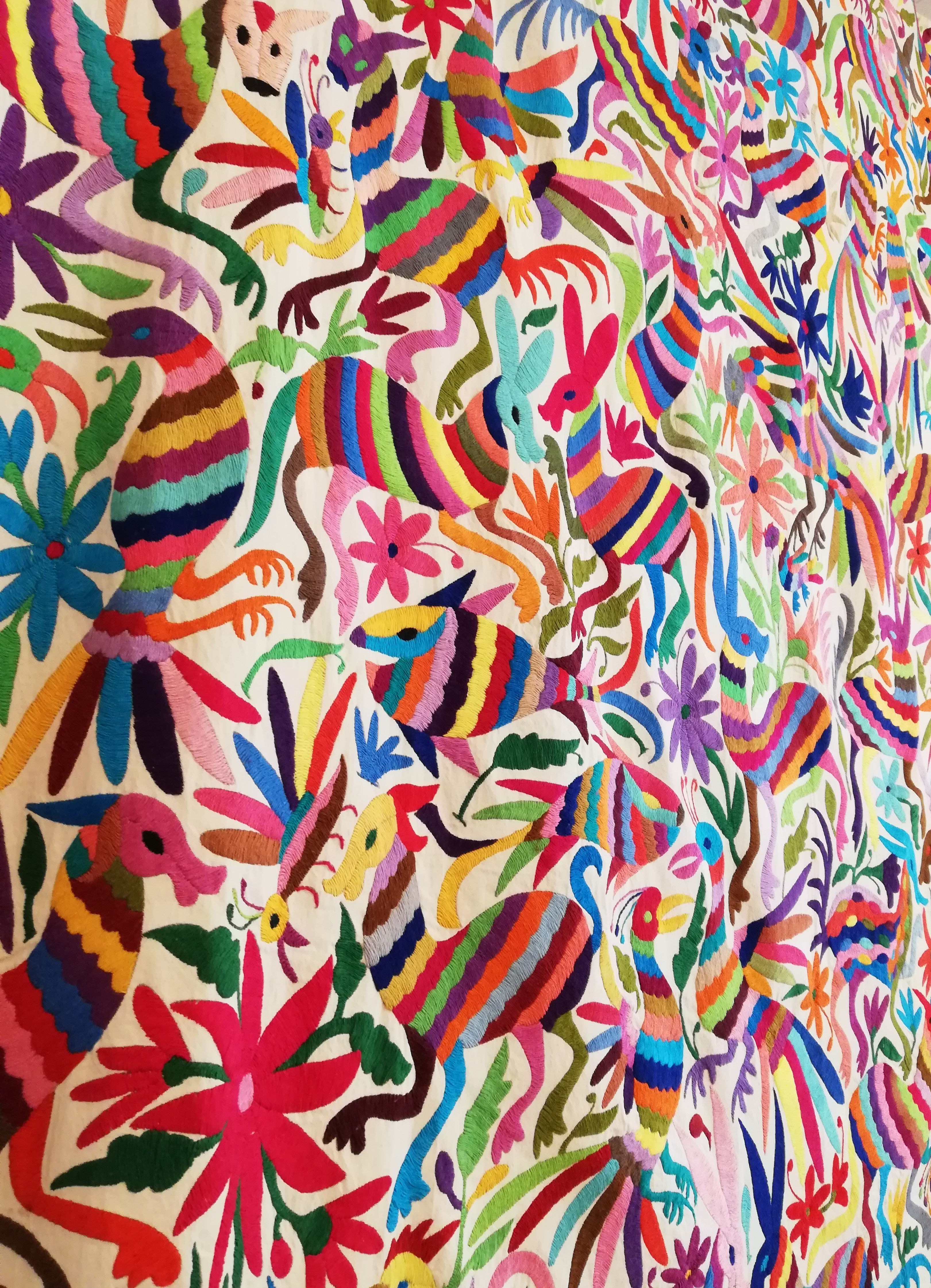
Tenango de colores con motivos de flora y fauna.

El tenango es un estilo de bordado originario del municipio de Tenango de Doria, en el estado de Hidalgo, México. La característica de estos textiles es la combinación de colores y la representación de la flora y fauna, también se puede representar escenas de la vida cotidiana, la religión, fiestas patronales, carnaval, día de muertos, la cosecha, etc. Los bordados son portadores de lenguajes simbólicos que expresan el entorno, la vida, los mitos y ritos, reproducidos a través del tiempo.
Con el paso de los años los bordados se han convertido en uno de los elementos que conforman la identidad cultural y étnica de los habitantes del municipio de Tenango de Doria. Los habitantes de este municipio relatan que cuando alguien deja el municipio para ir vivir a otro lado, siempre se lleva un tenango y así, también se lleva, un pedazo de su pueblo. Lo mismo ocurre con los visitantes, que aunque visiten de entrada por salida, se llevan un tenango y se van cargados de venados, flores y ríos.
Los tenangos son considerados patrimonio cultural de México, y exhibidos en el Museo Nacional de Antropología, el Museo Nacional de Culturas Populares y el Museo de Arte Popular. La iconografía ha atraído la atención de distintas marcas y casas de moda, que han incorporado imágenes similares en sus diseños, a menudo sin crédito.

## Entorno geográfico y cultural

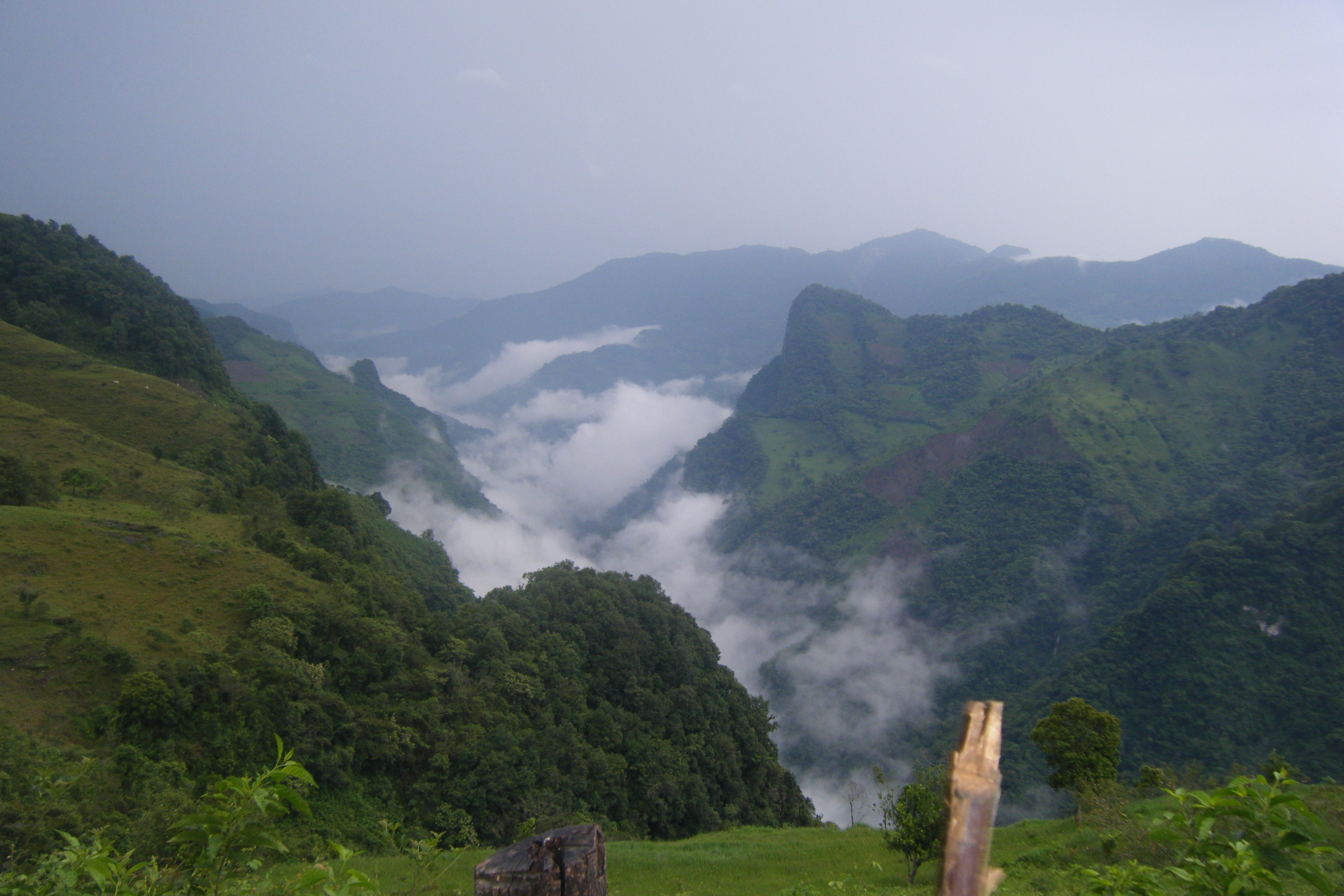
Panorama de la Sierra de Tenango.

Los bordados de tenango se realizan en las localidades del municipio de Tenango de Doria, en el estado de Hidalgo; principalmente en las localidades de San Nicolás y San Pablo el Grande. Y en menor medida en los municipios de San Bartolo Tutotepec (Hidalgo) y Pahuatlán de Valle, (Puebla).
La Sierra de Tenango, también conocida como la Sierra Otomí-Tepehuea o Sierra de Tutotepec, se localiza al este del territorio del estado de Hidalgo que inicia pasando el Valle de Tulancingo hacia Acaxochitlán. Pero es muy difícil mencionar donde termina, porque se confunde con las laderas que bajan a la región Huasteca. Algunas cartas geográficas la nombran como parte de la Sierra Norte de Puebla y otras como parte de la Sierra de Huayacocotla.
El clima es caluroso con lluvias frecuentes. En las partes altas de las montañas crecen robles, pinos y encinos, mientras que en las laderas y valles hay cedros, caobas y ceibas. La fauna está representada por tlacuache, jabalí, venado, tigrillo, tejón y guajolote silvestre.
La población es mayoritariamente otomí y una minoría tepehua. En esta zona se habla una variante del idioma otomí denominada otomí de la Sierra, que se conoce con el nombre de hñähñu, ñuju, ñoju o yühu; principalmente en los municipios de Huehuetla, San Bartolo Tutotepec, y Tenango de Doria.  Y los de habla tepehua se concentran principalmente en el municipio de Huehuetla, y sus hablantes se autodenominan lhiimaqalhqama’ y lhiima’alh’ama’, mientras que su lengua es conocida por los estudiosos como tepehua del sur.

## Historia

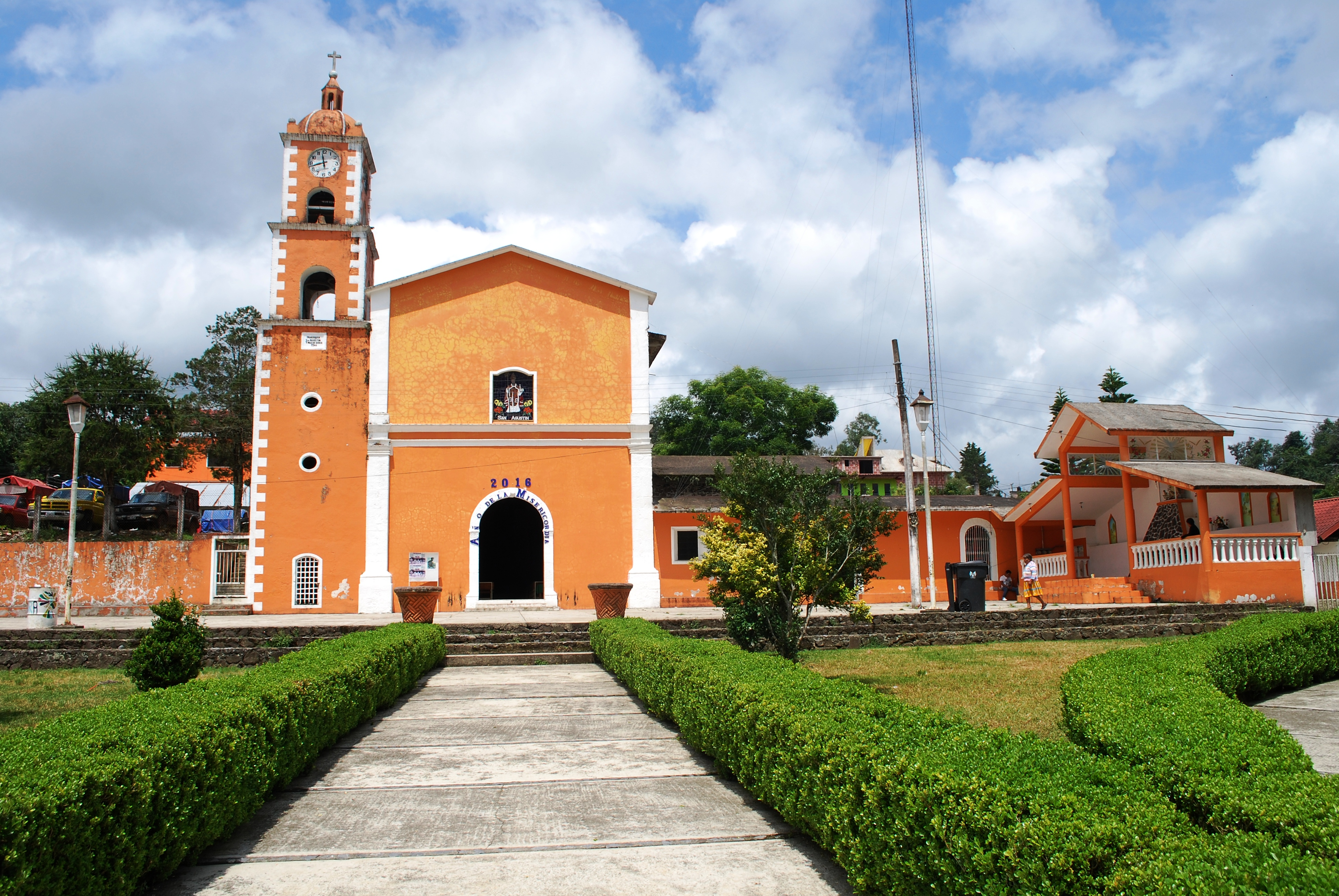
Parroquia de San Agustín en la cabecera municipal de Tenango de Doria.

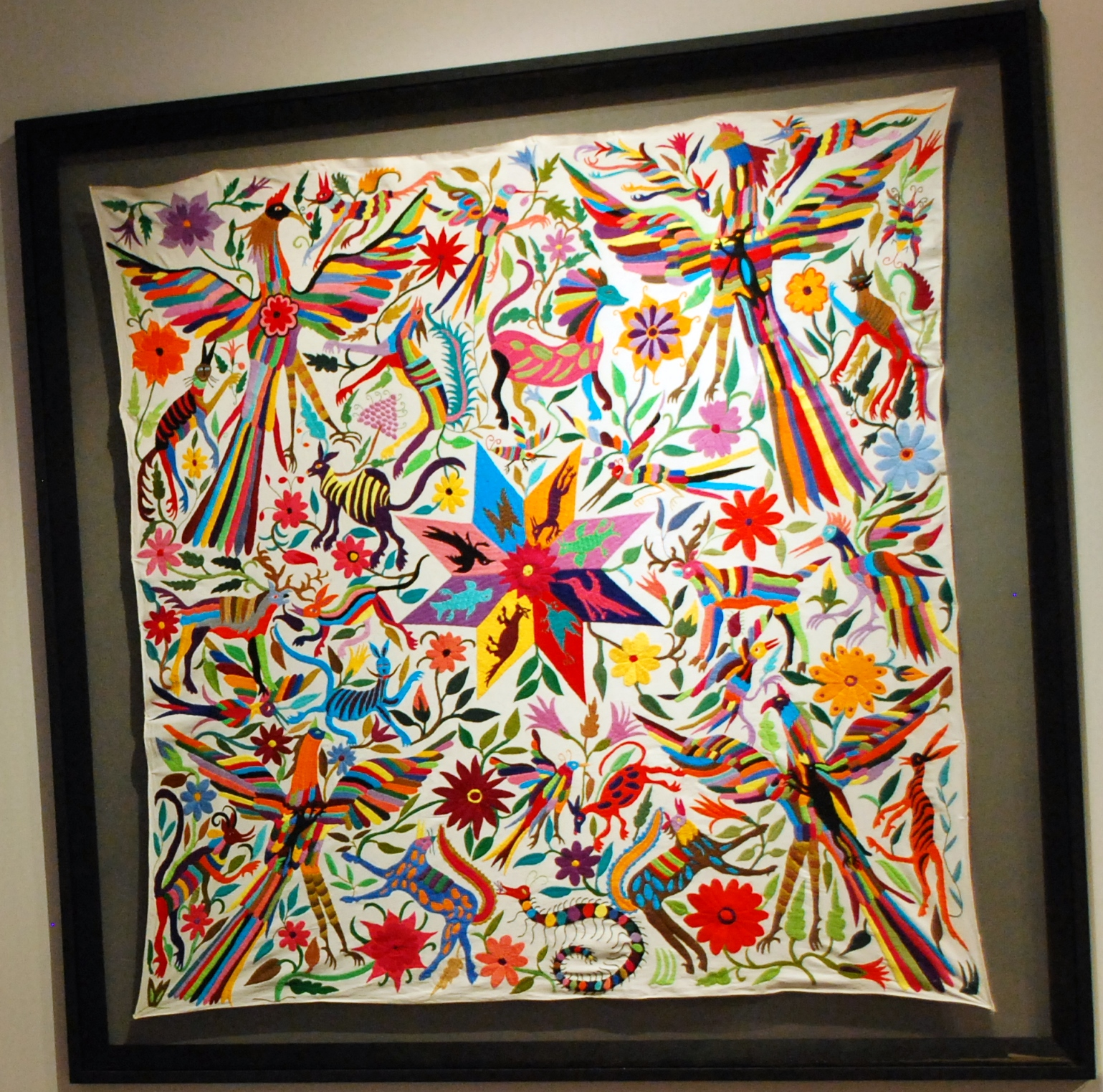
Tenango en exhibición temporal en el Museo de Arte Popular de la Ciudad de México.

En los años 1960, una sequía azoto la Sierra de Tenango, e interrumpió severamente la economía local basada en la agricultura. Esa situación llevó a los habitantes de San Nicolás, perteneciente al municipio de Tenango de Doria, a buscar nuevas alternativas de trabajo, a partir de lo que sabían hacer: los textiles.
Inicialmente, pensaron poner a la venta las blusas, de bordado pepenado (bordado típico otomí); sin embargo estas, eran muy mal pagadas y laboriosas, por lo que decidieron realizar bordados más sencillos que les llevara menos hilo y tiempo para bordarlas, y fue así que diseñaron nuevas piezas con bordados más sencillos. De acuerdo con  familiares y bordadoras de la región, Josefina José Tavera es a quien se le atribuye el primer tenango. La historia local, cuenta que cuando terminó el primer "Tenango", se la vendió a un señor en el tianguis de Pahuatlán, que se la llevó a Ciudad de México y debido a la demanda, regresó y en cargo más bordados.
A partir de ese momento, se empezó a comercializar, y se fue enseñando a otras mujeres de la localidad. Existe la versión de que un joven, descendiente de un dibujante de San Nicolás recorrió San Pablo el Grande, El Nanthe y ejido López Mateos para enseñar la nueva técnica del bordado, ya que llevaba mantas pintadas. Estas artesanías fueron conocidas en principio con el nombre otomí ‘Ya Redi Nzesni’, que significa “Los bordados de San Nicolás”. Durante los primeros años elaboraban servilletas y manteles.
En los años 1980, el entonces gobernador Guillermo Rossell de la Lama acordó con los artesanos que el nombre de los bordados sería “tenangos”, en referencia al municipio de Tenango de Doria. Posteriormente, desde los años 1990, por el aumento de la distribución y la demanda del mercado, empezaron a realizar otros objetos como ropa, fundas para almohadas, cortinas, bolsas, separadores de libros, aretes, entre otros. El bordado se ha vuelto lo suficientemente popular como para ser encontrado en muchos lugares de venta en México, y enviado regularmente al extranjero.
En los años 2000 los tenangos fueron ganando popularidad, hasta el punto en llegar a ser considerados patrimonio cultural de México, y exhibidos en el Museo Nacional de Antropología, el Museo Nacional de Culturas Populares y el Museo de Arte Popular y el Museo de Arte Indígena Contemporáneo. Durante los años 2010, la iconografía y diseño del tenango ha atraído la atención de distintas marcas y casas de moda, que han incorporado imágenes similares en sus diseños, a menudo sin crédito.
El 24 de octubre de 2019, durante la inauguración del Primer Tianguis de Pueblos Mágicos realizada en Pachuca de Soto; se presentó un Tenango, que obtuvo el Guinness World Records, por el bordado más grande del mundo. El Tenango mide 103.76 m², conformado por 1270 lienzos de manta de 28 por 30 cm, donde se utilizaron 75 km de hilo. En su autoría participaron Norberta González Jiménez, creadora y Susana Hernández Núñez, dibujante de este bordado; junto con 1275 hombres y mujeres de las localidades de El Aguacate, El Damó, San Pablo, Peña Blanca, San Isidro, Cerro Chiquito, El Dequeña, Ejido López Mateos, Agua Zarca, El Nanthe, San Francisco Ixmiquilpan, San Francisco la Laguna, San Nicolás, Santa Mónica y Tenango de Doria. El bordado representa el mapa de México y su riqueza cultural y natural.
El 13 de noviembre de 2019 se inició una queja frente a la Comisión Nacional de los Derechos Humanos, por falta de pago a los artesanos. El gobernador de Hidalgo, Omar Fayad Meneses, negó las acusaciones que se emitieron por la supuesta falta de pago a las artesanas. El Tenango, más grande del mundo, será exhibido del 12 de diciembre al 2 de febrero de 2020 en los Museos Vaticanos, ubicados en la Ciudad del Vaticano; como parte de la estrategia de promoción mundial de la artesanía hidalguense. En 2020 debido a la pandemia de coronavirus en Hidalgo y México, los artesanos de Tenango de Doria empezaron la producción de cubrebocas bordados. El 31 de julio de 2020, Tenango de Doria fue declarada “Cuna de los Bordados Tenangos” por la LXIV Legislatura del Congreso de Hidalgo; y se declaroó el 8 de abril como “Día del Tenango”.

## Características

### Bordadoras y dibujantes

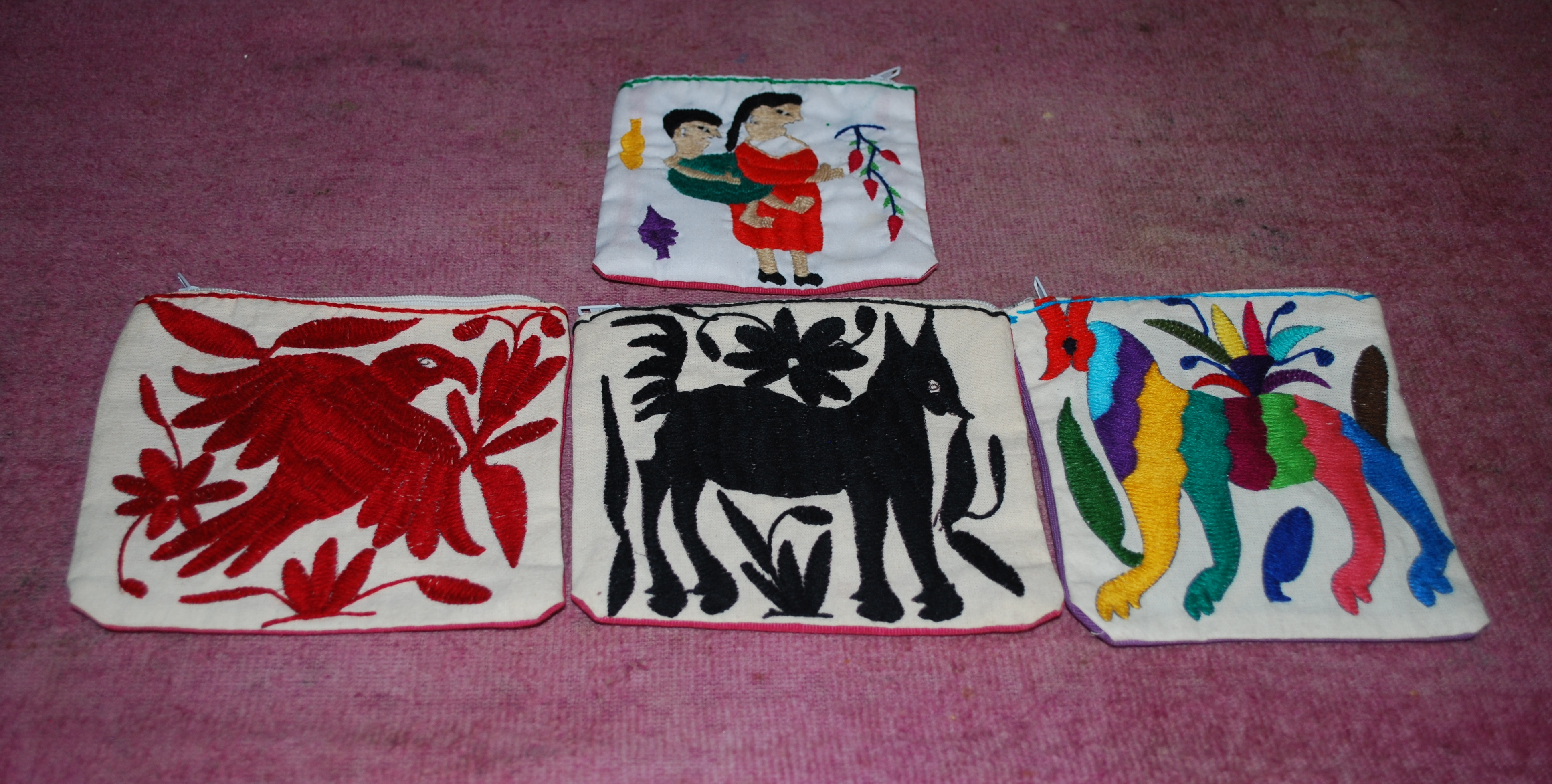
Diferentes tipos de colores en un tenango.

El estilo de bordado se basa en el bordado tradicional otomí de la zona, pero con un cambio radical con la introducción de nuevas técnicas y diseños. Originalmente se considera un tenango, a aquel elaborado en su totalidad por una sola persona; en piezas grandes como manteles, pueden participan varias personas; y el bordado tiene que ser completamente realizado a mano.
El bordado ha sido tradicionalmente el trabajo de las mujeres, con las hijas aprendiendo de las madres. Los dibujantes eran los hombres, pero con el tiempo las mujeres crearon sus propios dibujos, paulatinamente algunos hombres se han interesado también en realizar el trabajo de bordado.

### Elaboración

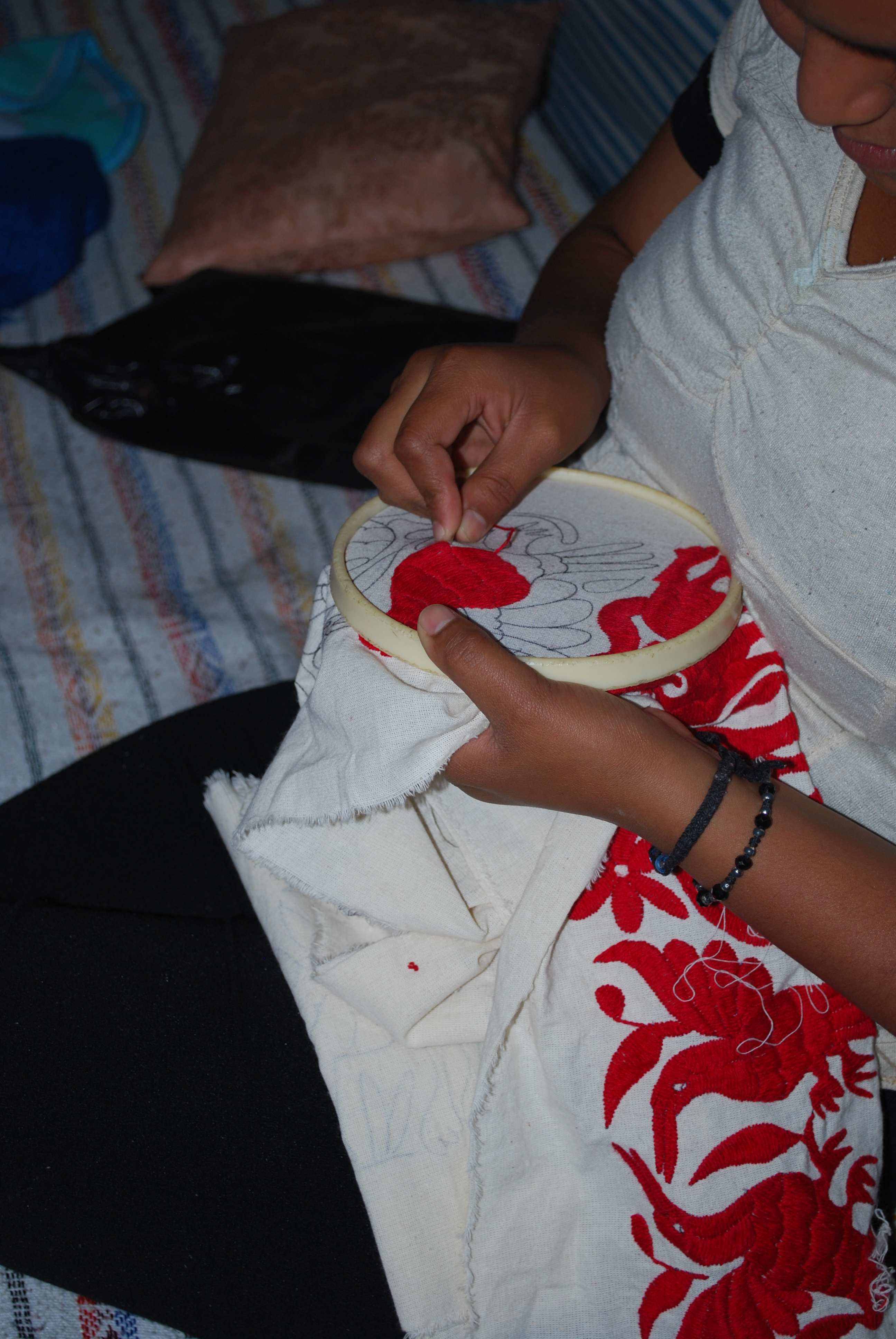
Mujer bordando un tenango.

La manufactura es considerada una actividad creativa, que no puede interrumpirse; mientras se dibuja y se deciden los colores. La forma de bordar debe realizarse adecuadamente, para evitar que a través de los hilos se vea la manta y los trazos del dibujo. La puntada Tenango en general es una puntada pequeña, cruzada y apretada, que se borda con lana o hilo de algodón. La parte de atrás del textil no debe tener pliegues, y la puntada solo debe verse como una línea que marca el contorno de cada figura. A esta puntada también se le conoce como pata de gallo, pata de cabra, o punto de sombra invertida.
Para los bordadores, la técnica es uno de los criterios de identificación porque expresa saberes específicos de ciertas localidades. El bordado puede durar de tres a siete meses (dependiendo el tamaño y la cantidad de dibujos), incluso una colcha o un mantel puede llevar años en terminarlo. La producción y venta de bordados es permanente; y se presenta de distintos modos: como trabajo único, o como labor complementaria de otras actividades económicas. La participación puede ser en todas las etapas o solo en alguna; en la producción, bordando, dibujando, reparto, proveyendo materia prima, o en la comercialización.

### Diseño

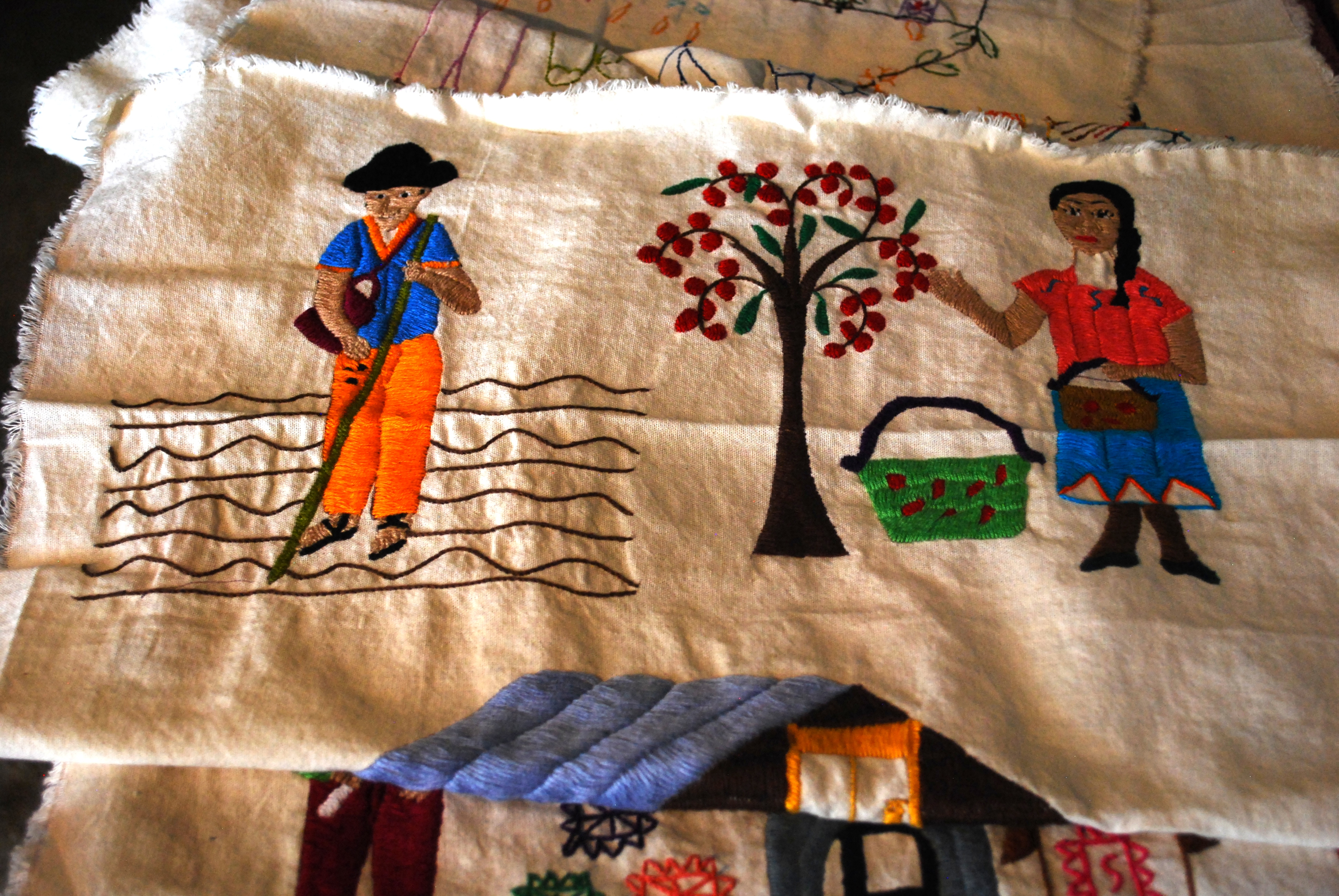
Detalle de una pieza que muestra la cosecha de café en Hidalgo.

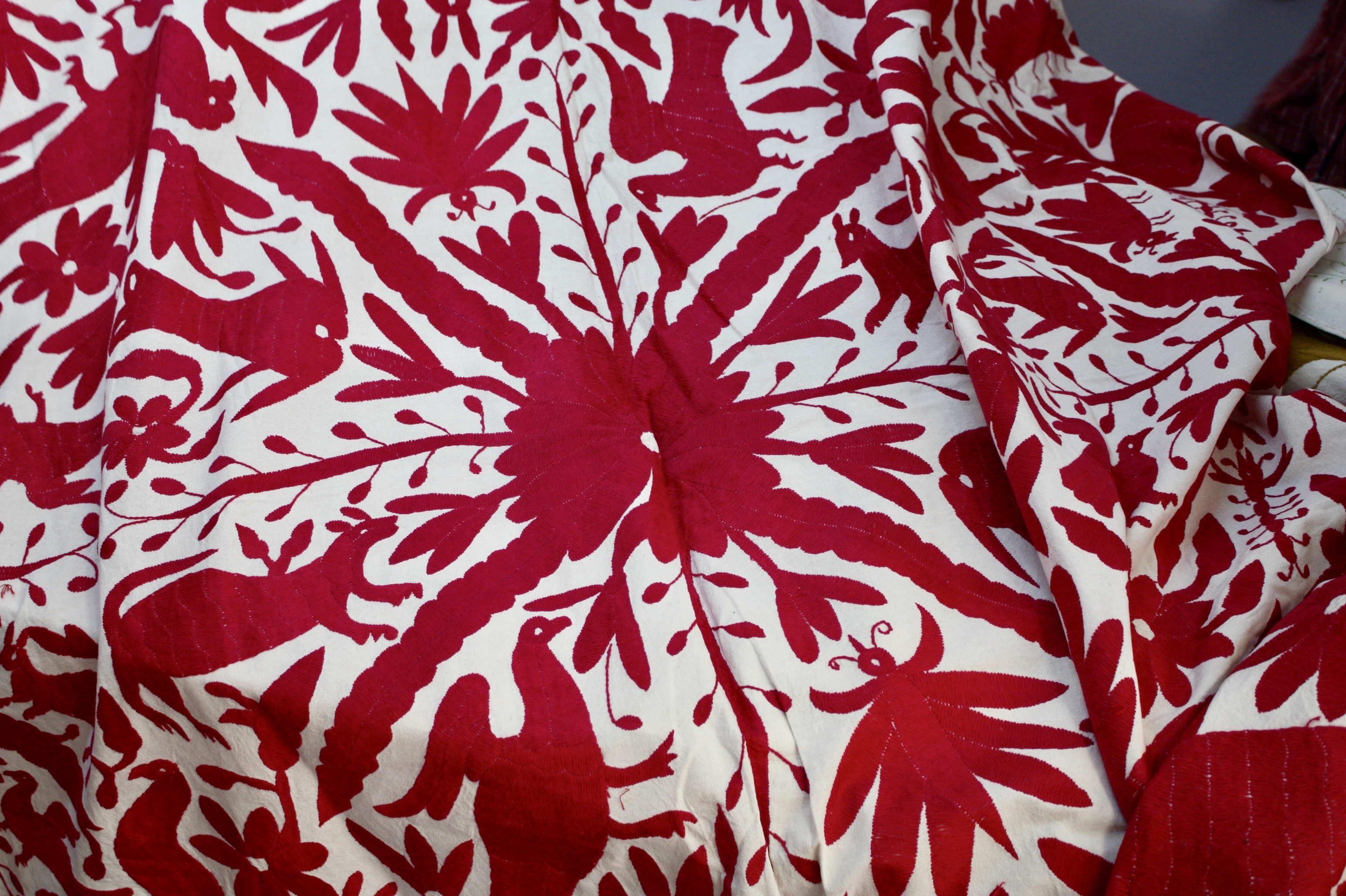
Tenango de un solo color.

Los dibujos plasmados son interpretaciones particulares de la realidad, y provienen de la imaginación; lo que hace que todos los bordados sean únicos. Las piezas generalmente tienen múltiples elementos figurativos en forma estilizada, que se disponen en la tela en un patrón geométrico, en su mayoría o completamente simétricos.
Los elementos más comunes son la flora y fauna que se encuentra en el área, también aparecen personas y otros objetos. Además se pueden configurar elementos para representar escenas de la vida cotidiana, la cosecha, fiestas patronales, el carnaval, día de muertos. Otros bordados incluyen figuras de chamanes y curanderos y .
Bordar el relato de una boda o un cumpleaños, incluye tantos detalles como la comida, el baile, y los niños jugando. A veces los hilos dan cuenta del paso del tiempo, el tipo de cosecha en cada estación, los santos a los que hay que rezar, y las danzas que hay que ofrecer. Algunos bordadores, sobre todo los que residen en la cabecera municipal de Tenango de Doria, señalan que la iconografía está inspirada en las pinturas rupestres de una cueva cercana denominada El Cirio.

### Colores

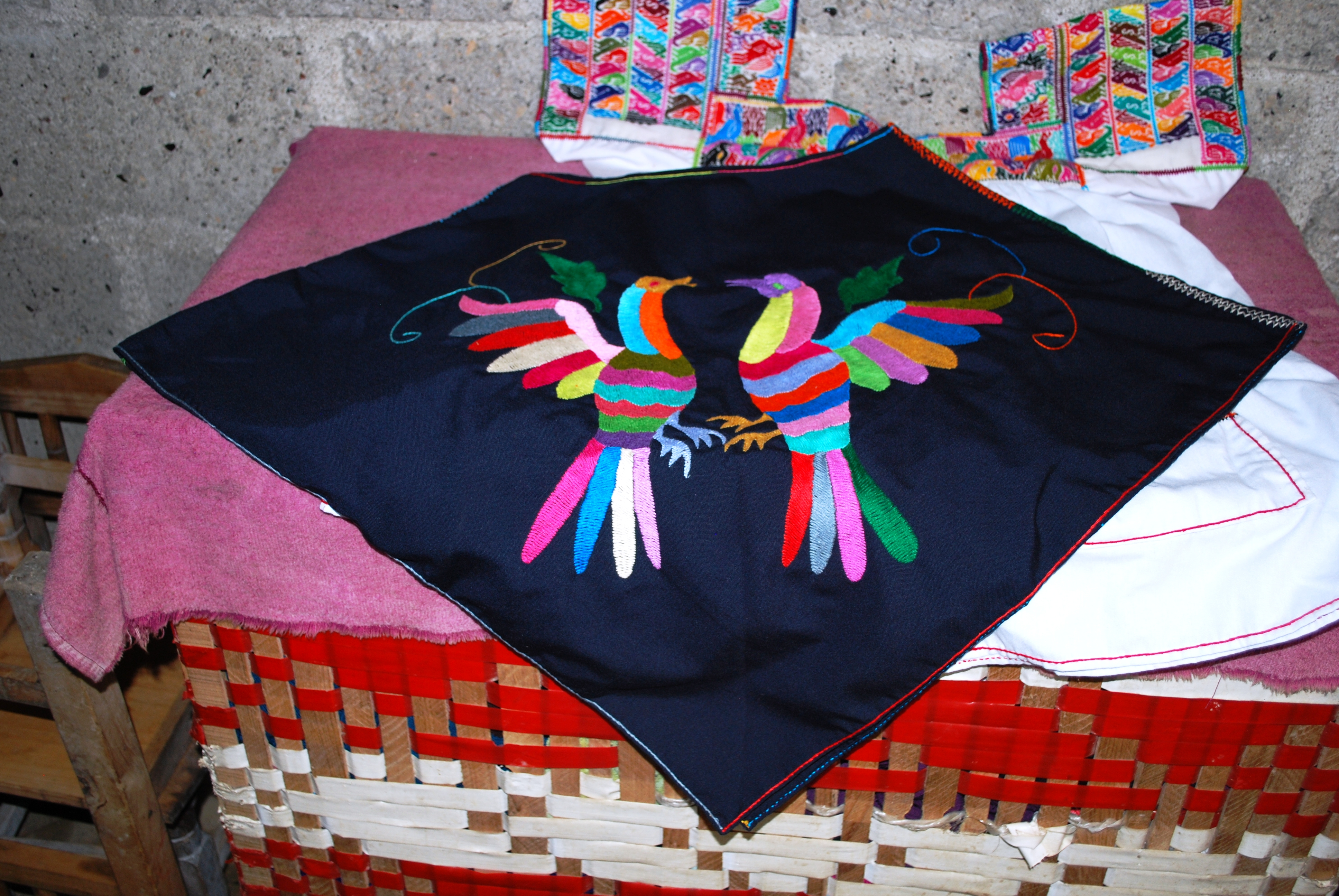
Tenango con fondo negro.

Se distinguen dos tipos de tenango de un solo color o multicolores. Se utiliza principalmente un fondo blanco o negro, pero también se usan otros colores, como el rojo y el azul.
Si el dibujo son multicolor estos deben ser colores brillantes; dejando al bordador o bordadora la elección de estos colores y el patrón de los mismos. Lo que hace que los bordados y sus colores sean únicos. Se recomienda que los colores de los dibujos deben ser contrastantes entre sí, diferentes a la representación real de la figura; por ejemplo, los pétalos de una flor son bordados en color verde, negro, café o azul.
Si la figura es de un solo color se utilizan principalmente el negro, rojo, verde, y el azul; si el fondo es negro se puede utilizar un dibujo en color blanco.

## Comercialización

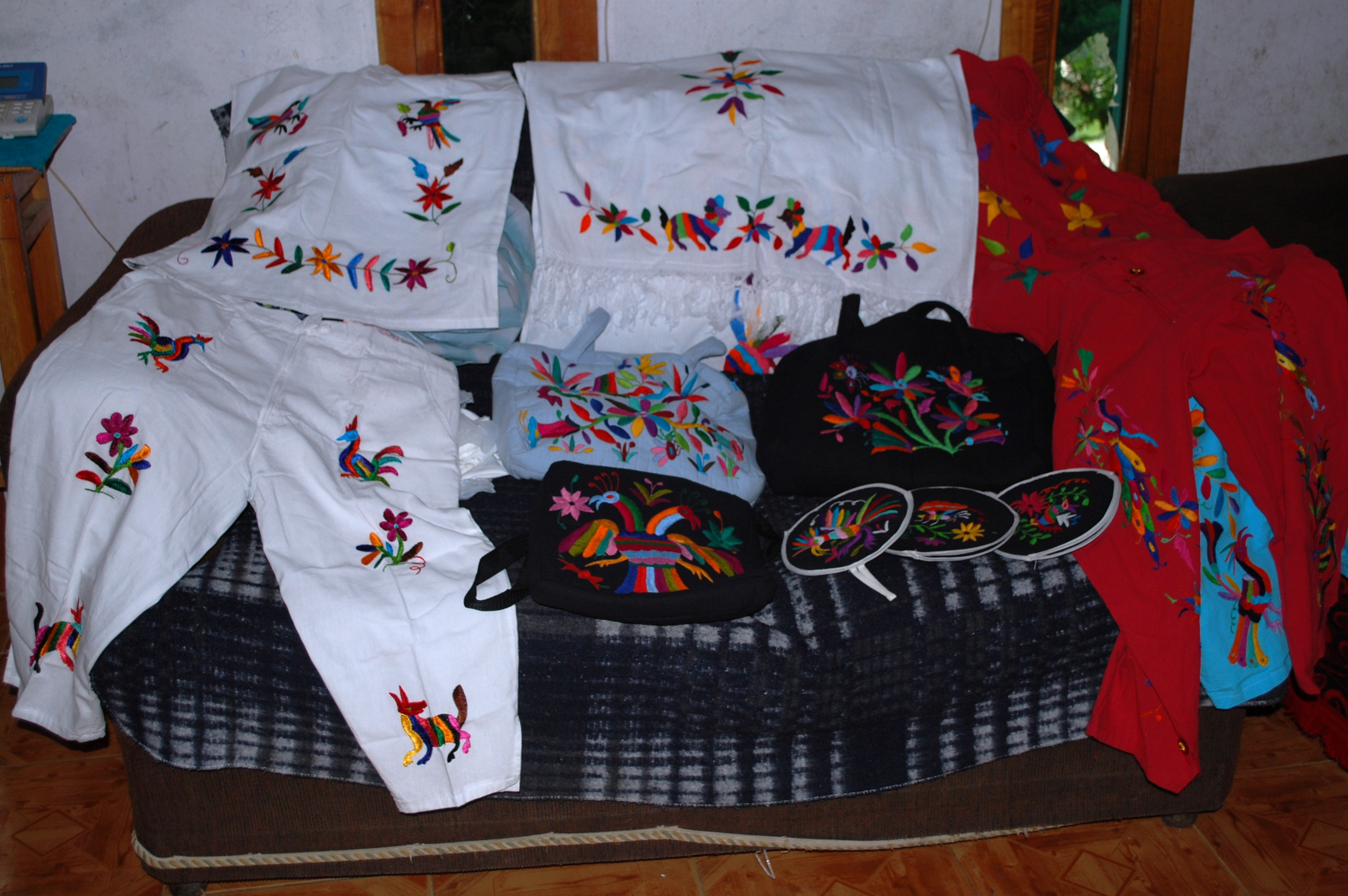
Ropa, bolsas y monederos con detalle de bordado tenango.

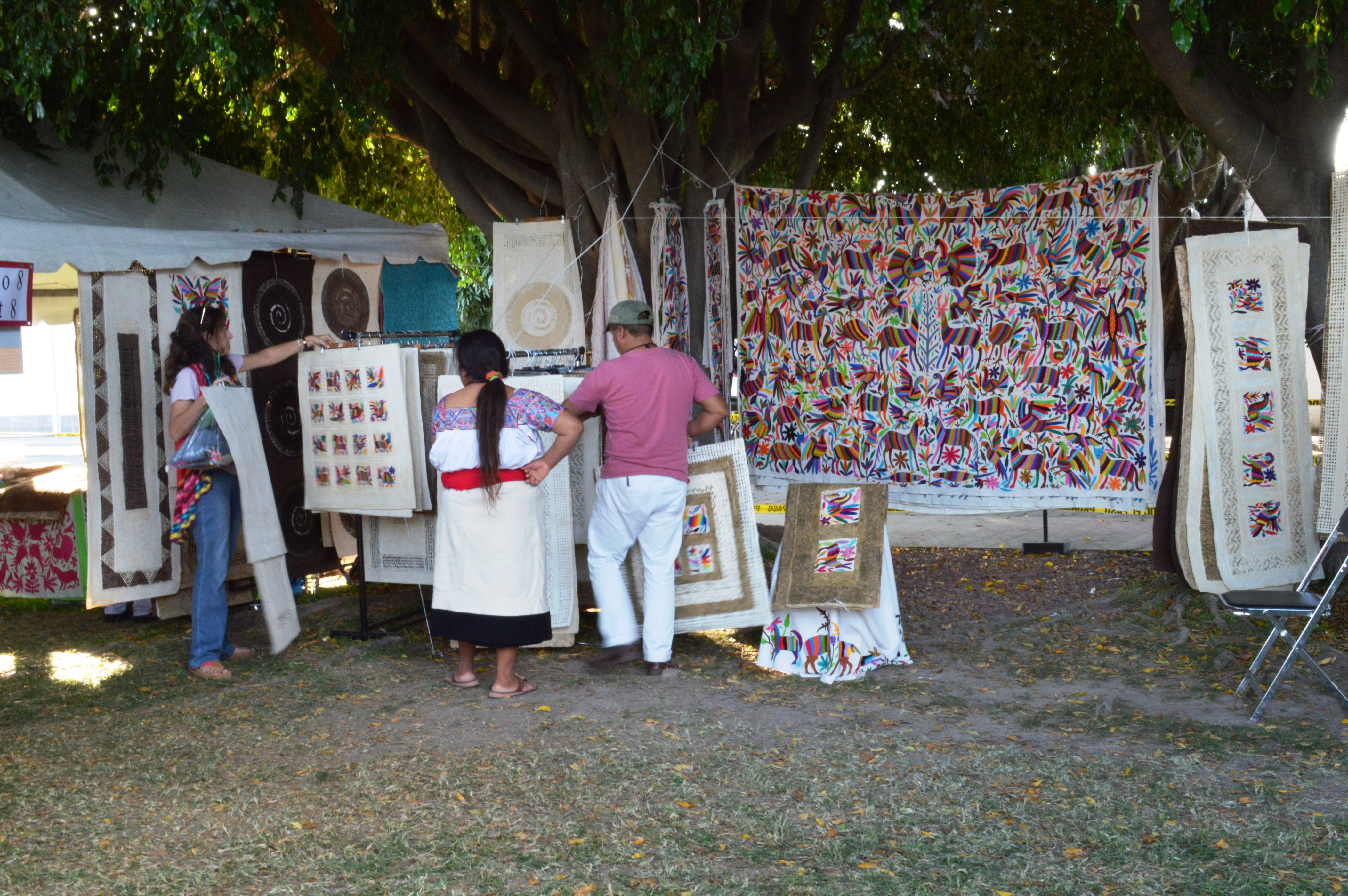
Comercialización de tenangos y otros textiles en la Feria de los Maestros del Arte, en Chapala.

La mayor parte del trabajo se realiza dentro de familias, pero hay cooperativas de mujeres que trabajan juntas para producir y promocionar sus productos. En Tenango de Doria existen tres formas de producir y comercializar tenangos.
En la primera, aquellos que se establecieron de manera formal, en tiendas y talleres; y distribuyen en mercados nacionales e internacionales. En la segunda forma participan la mayoría de los bordadores, quienes al mismo tiempo realizan otras actividades económicas, manufacturan bordados con ayuda de familiares, y los comercializan en mercados locales y regionales. En el tercer modo, los bordadores trabajan principalmente en otras actividades, la manera de trabajar es sobre pedido.
Con este bordado se realizan: ropa, zapatos, manteles, colchas, bolsas, pañuelos, etc. También se realizan adornos para diversas temporadas, como para Navidad donde se realizan: coronas, botas, esferas bordadas y pies de árbol; además durante la pandemia de COVID-19 se realizan cubrebocas.
También los diseños has servido para realizar distintos souvenirs como llaveros y tazas; así como para decorar edificios como la estación Barranca del Muerto del Metro de la Ciudad de México y en los distribuidores viales de Pachuca de Soto.
Uno de los principales problemas, es que los artesanos, reciben un porcentaje reducido del dinero en que finalmente se vende la pieza.  También se encuentra el problema de la denominación de origen, personas de otros municipios de Hidalgo y otros estados, "tratan de imitar" el borado; personas que no pertenecen a la región se hacen pasar por artesanos y realizan bordados similares en máquina de coser y los comercializan.

### Acusaciones de apropiación cultural
El primer registro de acusación de apropiación cultural, fue en 2004 cuando la marca Pineda Covalin, usó los diseños para sus bolsos; ese mismo año Mara Hoffman utilizó el diseño, en vestidos y trajes de baño. En 2011, la marca de moda francesa Hermès se asoció con el Museo de Arte Popular, y varios artesanos para crear reproducciones, en un proyecto donde parte de las ganancias se invertiría, para fomentar el bordado artesanal. No obstante, solo fueron promesas y únicamente construyó la barda de una escuela.
En 2015 Nestlé, utilizó diseños en una campaña de Chocolate Abuelita, donde imprimió los diseños en sus tazas. En abril de 2016, las tiendas Pottery Barn y Williams Sonoma, incorporaron en su catálogo de venta, almohadas, con la iconografía de los tenangos. Por medio de redes sociales se solicitó que la empresa, detuviera la producción de “textiles otomí” en China, las almohadas fueron retiradas de las áreas de exhibición, de las tiendas ubicadas en la Ciudad de México.
A finales de 2017 usuarios de redes sociales, resaltaron que la imagen de la línea de maquillaje, de la youtubera Yuya, usaba diseños de tenangos, sin darles el crédito adecuado. En el año 2018, las marcas That's it, Batik Amarillis, Marks & Spencer, y Mango; utilizaron diseños de tenango. En 2019 las marcas de moda Louis Vuitton y Carolina Herrera, utilizaron diseños de tenangos en sus productos.

### Denominación de origen

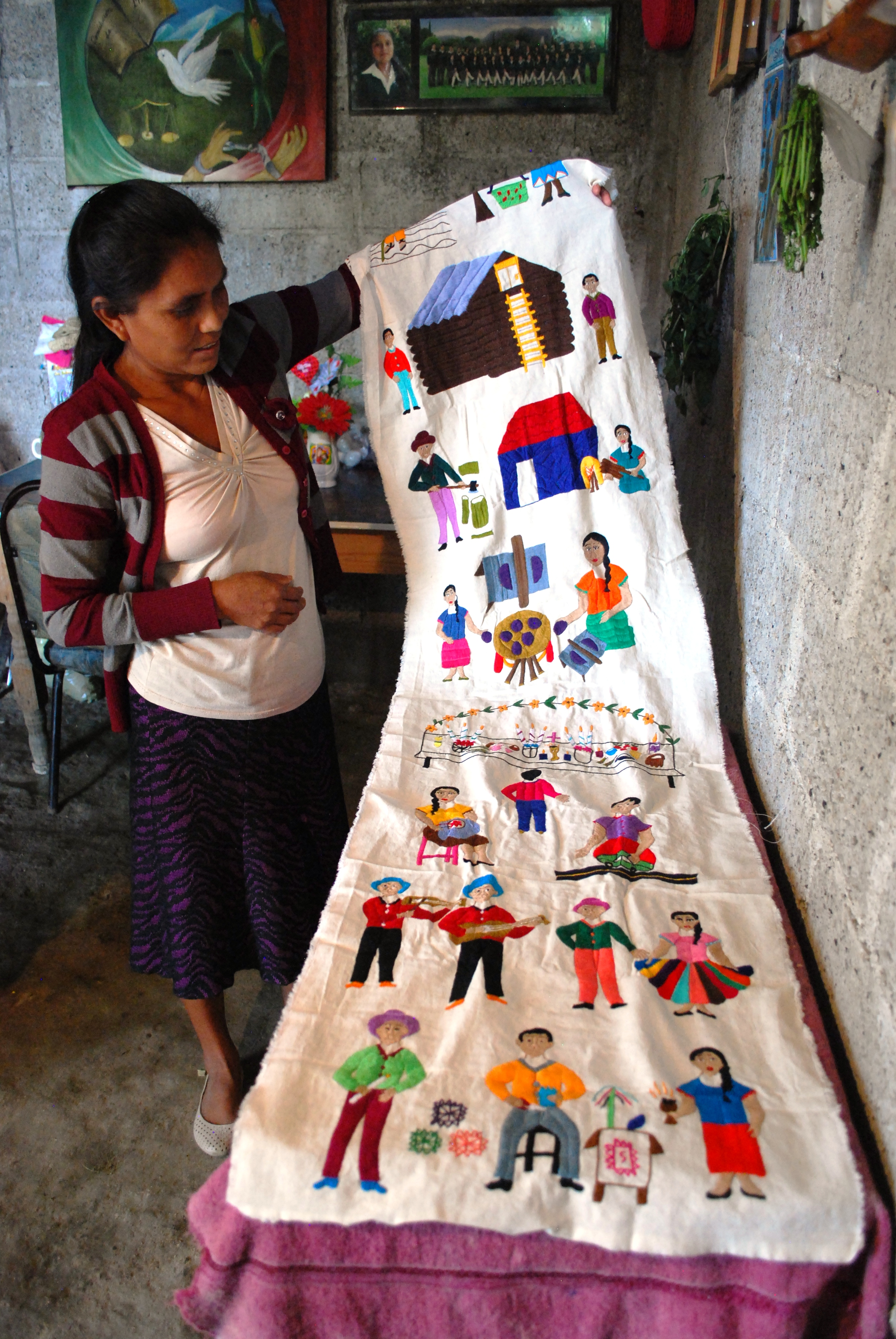
La artesana Elvira Clemente Gómez, con una pieza que demuestra la vida en una aldea productora de café en Hidalgo.

Los bordados se denominaron tenangos, cuando la población se incorporó en el sistema económico textil, en los años 1990. Los nombraron así, para que consumidores externos conocieran el origen de los textiles. El registro de marca ha sido una iniciativa promovida, por varias organizaciones gubernamentales, no gubernamentales, asociaciones civiles, e investigadores.
El proyecto de registro de marca inició en el 2012, cuando bordadores y dibujantes, por recomendación de una colaboradora del Fondo Nacional para el Fomento de las Artesanías (Fonart), decidieron armar el expediente para su registro. El registro no procedió, ya que no cumplía con todos los requisitos y solo lograron inscribir el dibujo de diez personas. Posteriormente, el Gobierno del estado de Hidalgo, gestionó la inscripción, en el Instituto Mexicano de la Propiedad Industrial (IMPI) y fue otorgada en el 2014.
Durante este proceso se consideró el registro de marca colectiva, ya que otras designaciones como denominación de origen, requieren que la materia prima y las formas de producción sean propias de una región, y distintas a otras. En este caso, los tenangos se diferencian del resto de los textiles, elaborados por otros pueblos indígenas, pero la materia prima como tela e hilos, no es exclusiva del territorio.
La marca colectiva implica que los tenangos, mantengan las características que los hacen auténticos (iconografía y técnica), y cumplan con los criterios de calidad, presentación y embalaje, establecidos por los propios bordadores. Aunque algunos grupos han logrado obtener títulos colectivos de marca, todavía está pendiente contar con un registro colectivo, que permita contar con un instrumento jurídico, que permita evitar el plagio de los diseños.
El 29 de noviembre de 2019, la diputada federal de Morena, Isabel Alfaro propuso reformar los artículos 157, 158, 159 y 160 de la Ley Federal del Derecho de Autor, para garantizar los derechos de los pueblos y comunidades para la protección de sus obras literarias, artísticas y populares. Dando como ejemplo los Tenangos, los diseños de Santa María Tlahuitoltepec y los bordados de San Antonino Castillo Velasco, en Oaxaca; así como con los textiles de Wirikuta, en San Luis Potosí.